# Spiroctenus
Genre
Synonymes
- Bessia Pocock, 1900
- Bemmeris Simon, 1903
- Ctenonemus Simon, 1903

Spiroctenus est un genre d'araignées mygalomorphes de la famille des Bemmeridae.

## Distribution
Les espèces de ce genre se rencontrent en Afrique australe.

## Liste des espèces
Selon World Spider Catalog (version 21.5, 02/08/2020) :
- Spiroctenus armatus Hewitt, 1913
- Spiroctenus broomi Tucker, 1917
- Spiroctenus cambierae (Purcell, 1902)
- Spiroctenus coeruleus Lawrence, 1952
- Spiroctenus collinus (Pocock, 1900)
- Spiroctenus curvipes Hewitt, 1919
- Spiroctenus exilis Lawrence, 1938
- Spiroctenus flavopunctatus (Purcell, 1903)
- Spiroctenus fossorius (Pocock, 1900)
- Spiroctenus fuligineus (Pocock, 1902)
- Spiroctenus gooldi (Purcell, 1903)
- Spiroctenus inermis (Purcell, 1902)
- Spiroctenus latus Purcell, 1904
- Spiroctenus lightfooti (Purcell, 1902)
- Spiroctenus lignicola Lawrence, 1937
- Spiroctenus londinensis Hewitt, 1919
- Spiroctenus marleyi Hewitt, 1919
- Spiroctenus minor (Hewitt, 1913)
- Spiroctenus pallidipes Purcell, 1904
- Spiroctenus pardalina (Simon, 1903)
- Spiroctenus pectiniger (Simon, 1903)
- Spiroctenus personatus Simon, 1889
- Spiroctenus pilosus Tucker, 1917
- Spiroctenus punctatus Hewitt, 1916
- Spiroctenus purcelli Tucker, 1917
- Spiroctenus sagittarius (Purcell, 1902)
- Spiroctenus schreineri (Purcell, 1903)
- Spiroctenus spinipalpis Hewitt, 1919
- Spiroctenus tricalcaratus (Purcell, 1903)
- Spiroctenus validus (Purcell, 1902)

## Publication originale
- Simon, 1889 : Descriptions d'espèces africaines nouvelles de la famille des Aviculariidae. Actes de la Société Linnéenne de Bordeaux, vol. 42, p. 405-415 (texte intégral).